# Modelo sistémico de la sexualidad

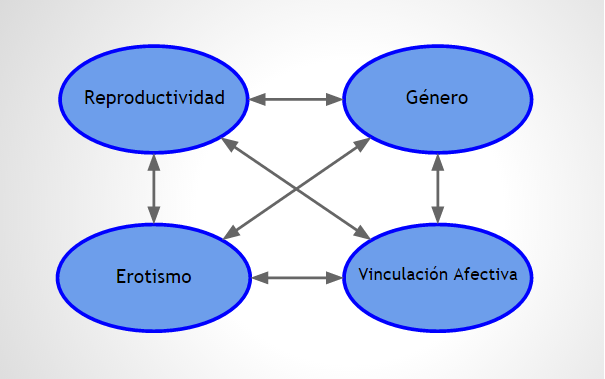
Modelo sistémico de la sexualidad

El modelo sistémico de la sexualidad o El modelo Holístico se basa en la Teoría General de Sistemas, propuesta por Ludwig von Bertalanffy (1984) a mediados del siglo. Esta teoría permite el desarrollo de conceptos que contienen aplicabilidad vertical, es decir que pueden ser usados de manera independiente del nivel de estudio que se elija, cualquiera que se quiera estudiar: biológico, psicológico, social, Cultura, así, las características presentes en un nivel, (digamos social) aparecerán el los otros (biológico, por ejemplo). Con este planteamiento se puede observar y entender que la sexualidad no es únicamente biológica, psicológica, o social, sino que encontramos sus manifestaciones en todos esos niveles, por lo tanto deben ser estudiadas con métodos de la biología, la psicología, la sociología, la antropología, el trabajo social y por todas las otras disciplinas humanísticas para que nos aproximemos a un conocimiento integral.
Por otro lado, la idea central de la Teoría General de Sistemas, es que todos los sistemas están formados a su vez por sistemas en interacción, donde la modificación en alguno de ellos afecta al todo. Cada uno de estos han sido denominados holones para subrayar el hecho de que son partes constituyentes de un sistema global, (holos, en griego significa Todo).

## Holones
Los Holones sexuales o sea las partes o subsistemas de la sexualidad, deberían ser conceptos que conserven su aplicabilidad vertical, es decir que puedan aplicarse metodologías de estudios desde la antropología, sociología, psicología y biología. Con esas ideas Eusebio Rubio propuso que:
```
``La sexualidad humana es el resultado de la integración de cuatro potencialidades humanas que dan origen a cuatro holones sexuales, a saber. 

La reproductividad, el género, el erotismo y la vinculación afectiva interpersonal; cada uno de los cuales a su vez tiene implicaciones 
biológicas, psicológicas y sociales.´´ 
[
1
]
```

La idea de integración se centra en este modelo teórico. Por integración se entiende en el pensamiento de sistemas, que un elemento no puede ser correctamente representado si se considera aisladamente, pues su actuar depende de los otros elementos del sistema

### Reproducción
Reproducción se refiere tanto a la posibilidad humana de producir individuos como a las construcciones mentales que se producen acerca de esa posibilidad. Hablar de reproductividad inmediatamente nos remite a nuestra condición biológica, (nivel en el que generalmente se estudia), sin embargo, este holón sexual tiene manifestaciones psicológicas y sociales más allá de lo puramente biológico de la concepción, embarazo y [parto].
En el nivel biológico de la reproducción existe una riqueza de conocimiento que aumenta día con día en el mundo actual. Los avances más notables de la ciencia biológica en los últimos años, se localiza en el esclarecimiento del nivel molecular, es decir, la posibilidad de definir la composición química de las moléculas que regulan el hecho reproductivo. El descubrimiento de la composición del ADN, matriz de la reproducción de los seres vivos, ha disparado las posibilidades de nuestro entender hacia límites que están por descubrirse. El ADN, su acomodo en genes, así como su empaquetamiento en los cromosomas, constituyen el objeto de estudio de la genética, ciencia que promete respuestas a una magnitud de problemas humanos.
El plano psicológico de la reproducción humana suele ser ignorado. Sin embargo es claro que la reproducción no termina con el nacimiento de un nuevo ser, la maternidad y paternidad se prolongan por muchos años. 
En el plano sociológico, la reproducción suele estudiarse en temas como las significaciones sociales del hecho reproductivo y la concepción; la institucionalización de las políticas reproductivas por parte de los gobiernos; y los procesos sociales ante la reproducción humana.

### Género
El género, en el modelo sistémico se entiende como la pertenencia o no del individuo a las categorías masculino o femenino; así como a las características del individuo que lo ubican en algún punto del rango de diferencias. El género al igual que los otros holones sexuales tiene manifestaciones en todos los niveles de estudio de nuestra naturaleza humana.
En sus niveles biológicos es importante considerar: la determinación del género (sexo genético), los múltiples niveles en los que opera en el proceso prenatal(desarrollo hipotalámico y hormonal) de diferenciación sexual, y las manifestaciones anatómicas del dimorfismo (características sexuales primarias y secundarias).
En el aspecto psicológico, el género es de importancia central en la conformación de la identidad individual. La identidad es el marco interno de referencia que nos permite respondernos quiénes somos, qué hacemos, qué queremos y a dónde vamos. Uno de los principales componentes de la identidad es precisamente el género: yo soy hombre, yo soy mujer. La identidad de género es producto de la interacción social del individuo y la interpretación que de ella hace.
En el plano social, el rol genérico es la expresión pública de nuestra identidad. Al profundizar en la función de estos roles se identifican guiones (normados por la sociedad) que dictan lo que es esperado por el grupo respecto al género de los individuos. El género, y su institucionalización en papeles estereotipados y guiones, es uno de los filtros más eficaces para la regulación del poder entre los seres humanos.

### Erotismo
Podemos identificar al erotismo con el componente placentero de las experiencias corporales (individualmente vividas o, más frecuentemente, en interacción con otros), en el que se presentan respuestas genitales y corporales, así por erotismo se entiende: Los procesos humanos en torno al apetito por la excitación sexual,  la excitación misma y el orgasmo; sus resultantes en la calidad placentera de esas vivencias humanas, así como las construcciones mentales alrededor de estas experiencias. Y al igual que los otros holones, el erotismo tiene niveles de manifestación biológica, pero son sus componentes mentales, especialmente en lo que se refiere a las representaciones y simbolizaciones así como la significación social y su regulación, lo que hacen del erotismo, una característica específicamente humana.
Para referirnos a la biología del erotismo, es conveniente hablar de una fisiología del erotismo humano y verlo como el resultado de tres procesos fisiológicos independientes, concurrentes pero distintos: El deseo o apetito sexual, la excitación y el orgasmo (Kaplan, 1979).
No obstante, como se ha insistido, no es posible limitar la temática de ningún holón sexual a sus dimensiones biológicas, sin perder una comprensión integral. Así que de manera similar a lo que sucede con el género en la identidad genérica, todos desarrollamos una identidad erótica. Así la simbolización de lo erótico es uno de los mecanismos más poderosos por lo que el erotismo se integra al resto de nuestra sexualidad y de hecho al resto de nuestra vida.
Los sociólogos y antropólogos han identificado guiones de conducta que ha venido estudiando. Y una de las primeras consecuencias del estudio transcultural, es la identificación de códigos de conducta tan diversos, que nos hacen ver el carácter relativo de las normas de conducta erótica vigentes en nuestra cultura.

### Vínculos afectivos
Ninguna consideración sobre lo sexual puede estar completa sin incluir el plano de las vinculaciones afectivas entre ellos seres humanos. 
El desarrollo de vínculos afectivos es resultado de la manera particular en que la especie humana evolucionó: a mayor tiempo de desarrollo, mayor necesidad de cuidado. En la especie humana para llegar a ser un individuo adulto se requiere de mucho tiempo, el cuidado de los padres y la permanencia de apoyo entre el par de engendradores, se traducen en estabilidad y aumento de las posibilidades que tiene la especie de permanecer en el mundo.
Vinculación afectiva es la capacidad humana de desarrollar afectos intensos (resonancia afectiva) ante la presencia o ausencia, disponibilidad o indisponibilidad de otro ser humano en específico, así como a las construcciones mentales, individuales y sociales que de ellas se derive.
La forma más reconocida de vinculación afectiva es el amor. Sin embargo, y contra lo que suele pensarse, se le puede dar el nombre a formas de vinculación afectiva totalmente diferentes y hasta opuestas. 
Ocurre que por amor se entiende tanto la necesidad imperiosa de contar con la presencia de alguien, al punto que se siente indispensable para la vida. ``Yo sin ti no puedo vivir´´, como el supremo acto de ofrecer la vida por otro: ``me muero por ti´´, se le llama amor entonces tanto al gozo de ver al ser querido feliz, como al dolor que experimentamos cuando nos abandona. Esta situación plantea problemas conceptuales que pueden resolverse si identificamos el componente indispensable de todas estas situaciones: la presencia de resonancia afectiva intensa. Los seres humanos nos vinculamos gracias a que los afectos provocados por otros, (o por él o por la otra), son lo suficientemente intensos como para tratar de mantenerlos o evitarlos. El amor es una forma ideal de vinculación. 
El estudio de las vinculaciones afectivas entre los seres humanos tiene contenidos en todos los niveles como ocurre con los otros holones. Las bases biológicas de estos fenómenos empiezan a identificarse, cuando menos en lo que se refiere a algunas formas de vinculación afectiva como el amor romántico, el enamoramiento, posiblemente en la matriz del vínculo materno-infantil.
La experiencia subjetiva del amor y los patrones de vinculación (llamado por algunos patrones de apego), constituyen temas centrales en la psicología. El establecimiento de la pareja humana, su formación, ciclo y disolución, así como la institucionalización de los vínculos afectivos a través del matrimonio, su disolución a través del divorcio y otras formas de terminación del vínculo, así como la regulación institucional y legal de estos procesos, se estudian por métodos de la psicología, de la interacción, la psicología social, la sociología, el derecho y la antropología. Finalmente, muchos de los fenómenos demográficos como las migraciones y los patrones de formación de uniones, están relacionados en alguna medida con los fenómenos de la vinculación afectiva.